# ریخت‌شناسی (زیست‌شناسی)
ریخت‌شناسی، ریختارشناسی یا مورفولوژی (به انگلیسی: Morphology) در زیست‌شناسی عبارتست از دانش شناخت شکل ظاهری و ساختمان بیرونی موجودات زنده و ویژگی‌های ساختاری آنها. این مفهوم در برابر کاراندام‌شناسی است که به مطالعه کارکرد اندام‌ها می‌پردازد.
ریخت‌شناسی شامل جوانب مختلف ظاهر بیرونی (شکل، ساختار، رنگ، الگو) و همچنین شکل و ساختار اندام داخلی چون استخوان و دیگر اندام‌ها می‌شود.

## ریشه‌شناسی
واژهٔ «مورفولوژی» از ریشهٔ یونانی morphé = ریخت و lógos = مطالعه گرفته شده‌است. مفهوم زیستی ریخت‌شناسی توسط یوهان ولفگانگ گوته (۱۷۹۰) و به‌طور مستقل توسط آناتومیست و فیزیولوژیست آلمانی کارل فردریش بورداخ (۱۸۰۰) توسعه یافت.
گاهی عبارت ریخت‌شناسی مولکولی (molecular morphology) برای توصیف ساختارها و اجزای مولکولی چون پلی‌مرها و آران‌ای استفاده می‌شود.

## ریخت‌شناسی و طبقه‌بندی
بیشتر آرایه‌ها از نظر ریخت‌شناسانه با دیگر آرایه‌ها تفاوت دارند. معمولاً آرایه‌های نزدیک به هم بیشتر از آرایه‌های دور به هم شباهت دارند. البته در گونه‌های کریپتیک با وجود شباهت ظاهری فراوان، از نظر تولید مثلی جدا از هم هستند. برعکس، گاهی برخی گونه‌ها از نظر ظاهری به خاطر فرگشت هم‌گرا یا تقلید شبیه هم بوده، ولی از نظر تولید مثلی مجزا هستند. مشکل وقتی بیشتر می‌شود که دو داده که از لحاظ تحلیل‌های ریخت‌شناسانه دو گونه مجزا به‌شمار می‌آیند؛ ولی با استفاده از تحلیل دی‌ان‌ای، معلوم شود که در واقع یک گونه هستند.